# Paprotno (Świnoujście)
Paprotno (potocznie Wydrzany) – część miasta Świnoujścia, 3,5 km na południowy zachód od centrum miasta, na wyspie Uznam, w Świdnym Lesie, u stóp wzgórza Golm, w pobliżu niemieckiej miejscowości Kamminke, nad Zalewem Szczecińskim. Na południu ogródki działkowe, w centrum zabudowa domków jednorodzinnych.
Do 1945 przebiegała tędy linia kolejowa łącząca Świnoujście z Berlinem przez Usedom i Ducherow. Niemieckie UBB w porozumieniu z magistratem planuje odbudować dawną linię.

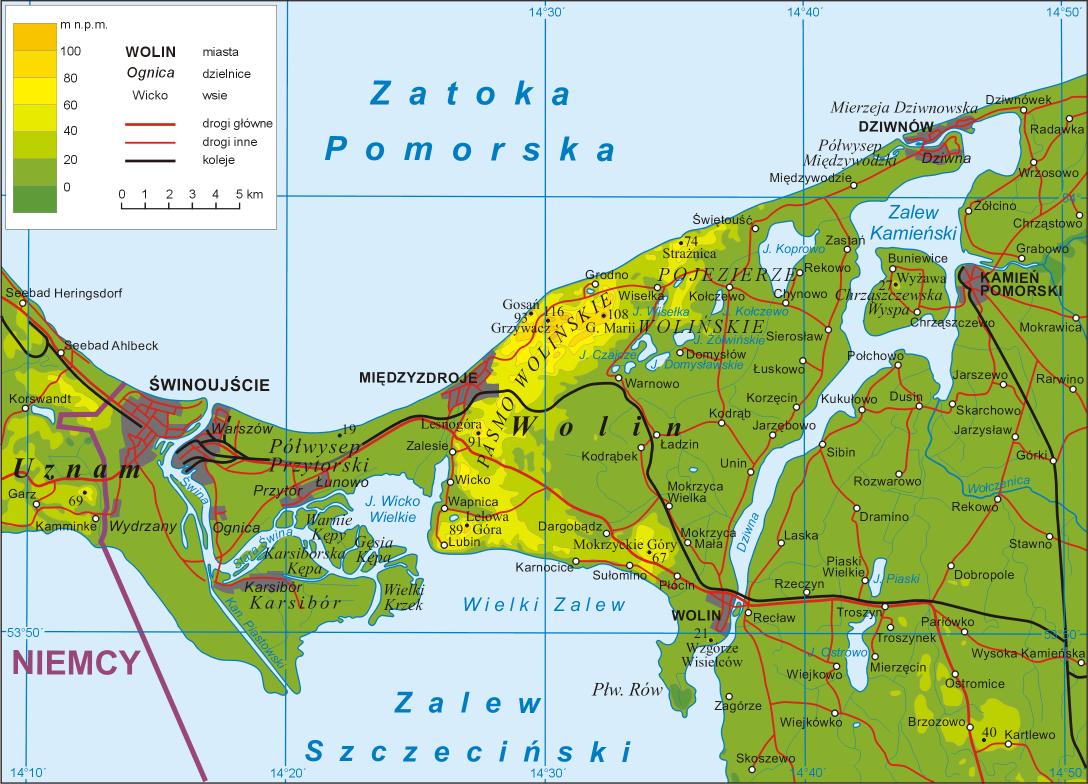
Mapa wyspy Wolin z zaznaczonym Paprotnem jako Wydrzany (na wyspie Uznam)

Przy ulicy Krzywej Leśnictwo Świnoujście. Nad Kanałem Torfowym znajduje się kamień z wyrytą inskrypcją poświęconą inauguracji Europejskiego Krajobrazu Roku Ujście Odry (22 maja 1993) oraz symbolem austriackiej organizacji ekologicznej NFI Naturfreunde Internationale (Międzynarodówki Przyjaciół Przyrody).
Pętla linii autobusowych nr 2 i 6.
Przez Paprotno prowadzi znakowany turystyczny  Czerwony Szlak Rowerowy Przez Świdny Las.
Do 1945 r. stosowano niemiecką nazwę Friedrichsthal. W 1947 r. ustalono urzędowo polską nazwę Paprotno.